# Meteorium welwitschii
Meteorium welwitschii là một loài Rêu trong họ Meteoriaceae. Loài này được (Duby) A. Jaeger mô tả khoa học đầu tiên năm 1877.